# Chlorek chromu(II)
Chlorek chromu(II), CrCl2 – nieorganiczny związek chemiczny, sól kwasu solnego i chromu na II stopniu utlenienia.

## Otrzymywanie
Można go otrzymać przez redukcję metalicznym cynkiem chlorku chromu(III) lub dichromianów bez dostępu powietrza, w roztworach silnie zakwaszonych kwasem solnym. Redukcję można także przeprowadzić działając wodorem na stały CrCl3 w postaci bezwodnej. Alternatywną metodą jest reakcja metalicznego chromu z suchym chlorowodorem.

## Właściwości

### Właściwości fizyczne
Bezwodny chlorek chromu(II) jest bezbarwnym ciałem krystalicznym. Jego roztwory mają natomiast zabarwienie niebieskie ze względu na powstawanie jonu kompleksowego [Cr(H2O)6]2+. Także niebieski jest tetrahydrat, o wzorze Cr(H2O)4Cl2·4H2O, tworzący higroskopijne kryształy. 

### Właściwości chemiczne
CrCl2 jest silnym reduktorem. Aby zabezpieczyć jego roztwory przed utlenieniem przez powietrze, zabezpiecza się je warstwą ligroiny. Z wody wypiera powoli wodór, reakcję tę przyspiesza podwyższona temperatura i obecność jonów innych metali:
2Cr2+ + 2H2O → 2Cr(OH)2+ + H2↑

## Zastosowanie
Stosowany jest do wytwarzania innych związków chromu i chromu metalicznego oraz jako katalizator w chemii organicznej.